# AQ Большого Пса
AQ Большого Пса (лат. AQ Canis Majoris) — одиночная переменная звезда в созвездии Большого Пса на расстоянии (вычисленном из значения параллакса) приблизительно 4940 световых лет (около 1514 парсеков) от Солнца. Видимая звёздная величина звезды — от +12m до +11,6m.

## Характеристики
AQ Большого Пса — красная пульсирующая полуправильная переменная звезда типа SRB (SRB:) спектрального класса M7.